# Alfred Cole
Alfred Cole (ur. 21 kwietnia 1964 w Spring Valley) –  amerykański bokser, były mistrz świata federacji IBF w wadze junior ciężkiej.

## Profesjonalna kariera
Na zawodowych ringach zadebiutował 25 marca 1989, pokonując w trzeciej rundzie przez techniczny nokaut Lorenza Thomasa. Swoją pierwszą porażkę poniósł 13 grudnia 1990, przegrywając z Leonem Taylorem przez niejednogłośną decyzję. Trzy miesiące później 8 marca 1991 doszło do pojedynku rewanżowego, w którym pokonał Taylora jednogłośnie na punkty, zdobywając pas USBA wagi junior ciężkiej. 9 maja 1991 w pierwszej obronie zdobytego pasa pokonał na punkty przyszłego mistrza WBA Nate’a Millera.

### Mistrzostwo świata
Po stoczeniu trzech zwycięskich pojedynków 30 lipca 1992 pokonał Jamesa Warringa, zdobywając mistrzostwo federacji IBF. W swojej pierwszej obronie 28 lutego 1993 wygrał na punkty z przyszłym mistrzem IBF Uliahem Grantem. W kolejnej udanej obronie pokonał byłego mistrza świata Glenna McCrory’ego (w szóstej rundzie pretendent był dwukrotnie liczony). Po tym pojedynku McCrory zakończył karierę. Swój pas skutecznie bronił, pokonując Vincenta Boulware’a (TKO5), a także ponownie Nate’a Millera (UD12) i Uriaha Granta (UD12), po czym zrezygnował z pasa mistrzowskiego i zmienił kategorię wagową na wyższą.

### Waga ciężka
W wadze ciężkiej zadebiutował 12 stycznia 1996, przegrywając jednak wysoko na punkty z Timem Witherspoonem. Dziesięć miesięcy później znokautował w pierwszej rundzie Matthew Charlestona. 20 czerwca 1997 przegrał przez RTD w dziesiątej rundzie z niepokonanym wówczas Michaelem Grantem. Po dwóch dotkliwych porażkach miał krótki okres sukcesów, pokonując Carlosa Monroego, nokautując w trzeciej rundzie Derricka Roddy’ego oraz remisując z niepokonanym Kirkiem Johnsonem, któremu jednak uległ w rewanżu trzy miesiące później. Od tego czasu jego kariera zaczęła podupadać, przegrał z Corriem Sandersem i Jameelem McCline’em. Wygrał jeszcze z niepokonanym Vincentem Maddalone’em, remisując z Jeremym Williamsem oraz pokonując Davida Izona, jednakże późniejsze porażki punktowe z Lance’em Whitakeremem, Hasimem Rahmanem oraz porażka 3 marca 2005 przez techniczny nokaut z Sułtanem Ibragimowem sprawiły, że postanowił zakończyć karierę.
Na ring powrócił 5 września 2008, wygrywając niejednogłośnie na punkty z Joeyem Abellem, jednakże rok później 4 września 2009 po porażce punktowej z Timurem Ibragimowem postanowił definitywnie zakończyć karierę. Po dwóch latach zmienił zdanie i powrócił na ring 3 września 2011, gdzie jego przeciwnikiem był Danny Williams, któremu uległ przez niejednogłośną decyzję.